# Urs A. Meyer

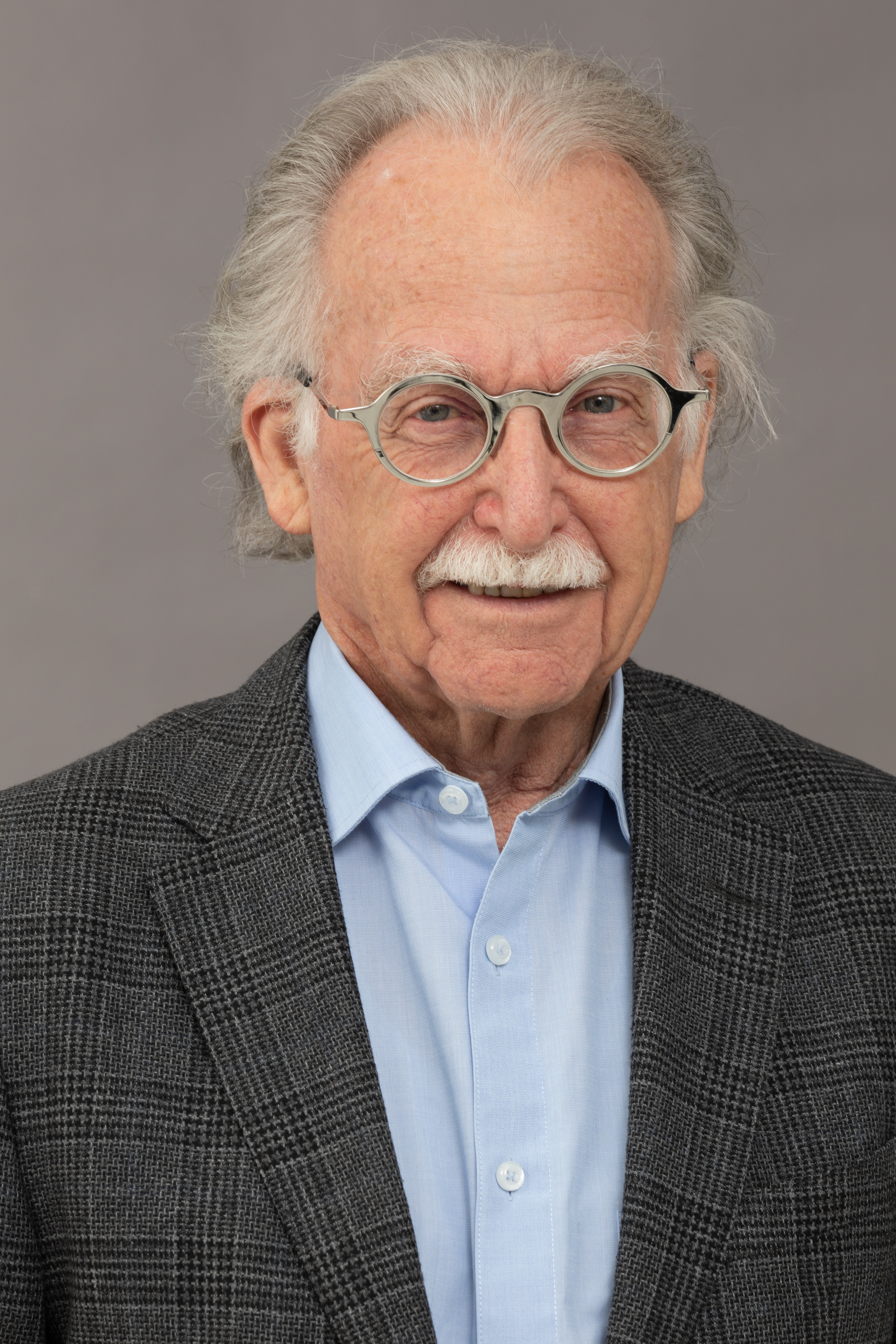
Urs A. Meyer 2020

Urs Albert Meyer (* 7. Juli 1938 in Baden) ist ein Schweizer Wissenschaftler und Klinischer Pharmakologe.

## Leben
Meyer ist emeritierter Professor für Pharmakologie am Biozentrum der Universität Basel. Nach seiner klinischen und wissenschaftlichen Ausbildung an der University of California, San Francisco, USA, arbeitete er als Assistenzprofessor für klinische Pharmakologie an derselben Institution. Im Jahr 1974 wurde er Leiter der Klinischen Pharmakologie am Universitätsspital Zürich. Von 1983 bis 2008 forschte und lehrte Meyer als Professor für Pharmakologie am Biozentrum der Universität Basel, wo er auch in der Leitung des Biozentrums tätig war. Er bekleidete verschiedene Funktionen bei der Weltgesundheitsorganisation und den National Institutes of Health und war Präsident der klinischen Sektion des Forschungsrates des Schweizerischen Nationalfonds.

## Wirken
Urs A. Meyer erforschte die pharmakogenomischen und umweltbedingten Mechanismen, die die interindividuelle Variabilität im Ansprechen auf Medikamente verursachen. In seiner Postdoc-Arbeit beschrieb er den molekularen Defekt in der Häm-Synthese, der die vererbte Stoffwechselkrankheit Akut Intermittierende Porphyrie verursacht. Später stellten er und seine Mitarbeiter das erste transgene Mausmodell dieser Krankheit her und konnten damit die Arzneimittelempfindlichkeit von Patienten mit Porphyrie aufklären.
Meyer’s Forschung erlangte weitere internationale Anerkennung durch die Entdeckung des molekularen Mechanismus von zwei häufigen genetischen Polymorphismen des Arzneimittelstoffwechsels, die ein unterschiedliches klinisches Ansprechen auf zahlreiche Arzneimittel verursachen. Sein Team identifizierte die Gene und deren Mutationen für das Enzym Cytochrom P450 CYP2D6 und für die N-Acetyltransferase 2 und entwickelte die ersten pharmakogenetischen DNA-Tests. Darüber hinaus leistete Meyer einen Beitrag zum molekularen Mechanismus, durch den bestimmte Arzneimittel nukleäre Rezeptoren aktivieren und dadurch die Expression von Enzymen und Transportern induzieren, die den Stoffwechsel und Transport von Arzneimitteln regulieren. Diese vorhersehbaren Variationen im Ansprechen auf Arzneimittel ermöglichen verwertbare klinische Entscheidungen bei der Auswahl und Dosierung von Arzneimitteln und sind heute wichtige Bestandteile der personalisierten Medizin und der Präzisionsmedizin.

## Auszeichnungen
- 1971–1974: Faculty Development Award for Clinical Pharmacology of the Pharmaceutical Manufacturers Association Foundation
- 1974: erster Preisträger des Cloëtta-Preises für Medizinische Forschung[12]
- 1978: Preis der Anita Saurer Stiftung
- 1991: Rawls–Palmer Award for Progress in Medicine of the American Society of Clinical Pharmacology and Therapeutics[13]
- 2004: Robert Pfleger Forschungspreis[14]
- 2004: R. T. Williams Distinguished Scientific Achievement Award[15]
- 2010–2011: President International Society for the Study of Xenobiotics (ISSX)
- 2019: Lifetime Achievement Award der European Association of Clinical Pharmacology and Therapeutics[16]